# Милош Јелић
Милош Јелић (Нови Сад, 9. септембар 1981) српски је музичар. Он је клавијатуриста украјинске групе Океан Ељзи.

## Биографија
Музиком је почео да се бави са 7 година. Прва група је била аматерска група „The whisper of nature“. Завршио је музичку школу у Новом Саду и Националну музичку академију Чајковски (одсек за композиторе).
Написао је химну кошаркашке репрезентације Југославије пред Светско првенство 2002. године, које су Југословени успешно освојили.
Године 2004. састао се са члановима групе Океан Ељзи око аранжирања акустичног програма за гудачки квартет Тихий Океан, што је био почетак Милошевог рада у групи. Поред наступа са групом, Милош компонује музику за позориште, биоскоп, клавирске извођаче, а аутор је и оркестрација за Вакарчукове акустичне пројекте.
Године 2017. био је продуцент симфонијског албума Бориса Гребеншчикова „Симфонија БГ“  .

## Породица
Женио се два пута. Тренутно је ожењен са Наталијом, коју је упознао на концерту у Самари. Има троје деце: син Лука (рођен 2005. године), ћерка Мила (рођена 2008. године) и син Вук (рођен 2015. године).